# Chirashi
Il chirashizushi (ちらし寿司? lett. "sushi sparso"), o semplicemente chirashi, è un tipo di sushi in cui vari ingredienti vengono disposti su una ciotola di riso condito con aceto. Gli ingredienti utilizzati vengono tagliati in piccoli pezzi e possono includere pesce, uova, funghi e verdure.
Di solito viene condito con salsa di soia e accompagnato da wasabi e gari.

## Storia e tradizione
Una teoria sostiene che il chirashizushi sia nato durante il periodo Edo in Giappone, quando le persone iniziarono a mangiare riso condito con aceto in scatole di legno simili a tegole, in una preparazione conosciuta come kokezushi. Col tempo, si cominciò a consumare questo riso in ciotole, mescolandolo a vari ingredienti sparsi, da cui il nome chirashizushi.
Un'altra teoria afferma invece che il piatto sia stato creato sempre durante il periodo Edo a causa di Ikeda Mitsumasa, primo signore del clan Bizen Okayama, che ordinò alla popolazione giapponese di limitare i pasti lussuosi alle festività, imponendo che quotidianamente si dovessero limitare a una ciotola di zuppa e verdure. Per aggirare il frugale decreto, alcune persone iniziarono a mischiare verdure e pesce insieme, tentando di farlo passare come un unico piatto.
In un sondaggio della NHK del 1997, è stato classificato come il secondo piatto preferito dai giapponesi.
È tradizione servire il chirashi durante l'Hinamatsuri, la festa delle bambole che si celebra in Giappone il 3 marzo, dedicata alle bambine.

## Preparazione
Dopo aver cotto il riso per sushi e averlo condito con una mistura di aceto, zucchero e un pizzico di sale, si passa alla marinatura degli ingredienti da spargere sopra. Gli ingredienti utilizzati sono spesso più variegati rispetto agli altri tipi di sushi e possono essere, a seconda delle regioni, crudi, cotti e mescolati o meno con il riso; tra i più comuni vi sono pesci e frutti di mare come tonno, salmone, ricciola del Pacifico, granchio, polpo, gamberi e capesante, oltre a tobiko, tamagoyaki, funghi conditi, shiso, germogli di soia, cetriolo, carota e daikon grattugiati o finemente affettati, alghe, edamame, radice di loto, semi di sesamo e altro ancora.
Solitamente si serve accompagnato da wasabi e gari. Quando si utilizza la salsa di soia, non viene versata direttamente nel piatto, ma è consuetudine metterla in un piattino e intingere gli ingredienti uno ad uno, prima di riporli nel riso.

## Varianti regionali
Alcune varianti del chirashizushi includono:
- Barazushi (ばら寿司?) – variante locale di Okayama, è preparato con pesce locale marinato nell'aceto; lo stesso aceto viene poi riutilizzato per condire il riso.[9][10]
- Gomokuzushi (五目寿司?) – variazione della regione del Kansai, contiene almeno cinque ingredienti, di cui solitamente unagi e usuyaki (frittata sottile), mescolati con il riso.[11]
- Mushizushi (蒸し寿司?) – specialità della prefettura di Kyoto, i suoi ingredienti sono cotti a vapore e generalmente tra questi vi è l'unagi; viene servito caldo.[12]
- Omurazushi (大村寿司?) – tipico del Kyūshū, gli ingredienti sono disposti tra due strati di riso e il tutto è coperto da fette sottili di uova strapazzate, conosciute anche come kinshitamago.[13][14]
- Tekonezushi (手こね寿司?) – originario della provincia di Shima, è considerato il sushi dei pescatori ed è composto principalmente da tonno marinato in una salsa a base di soia.[15]

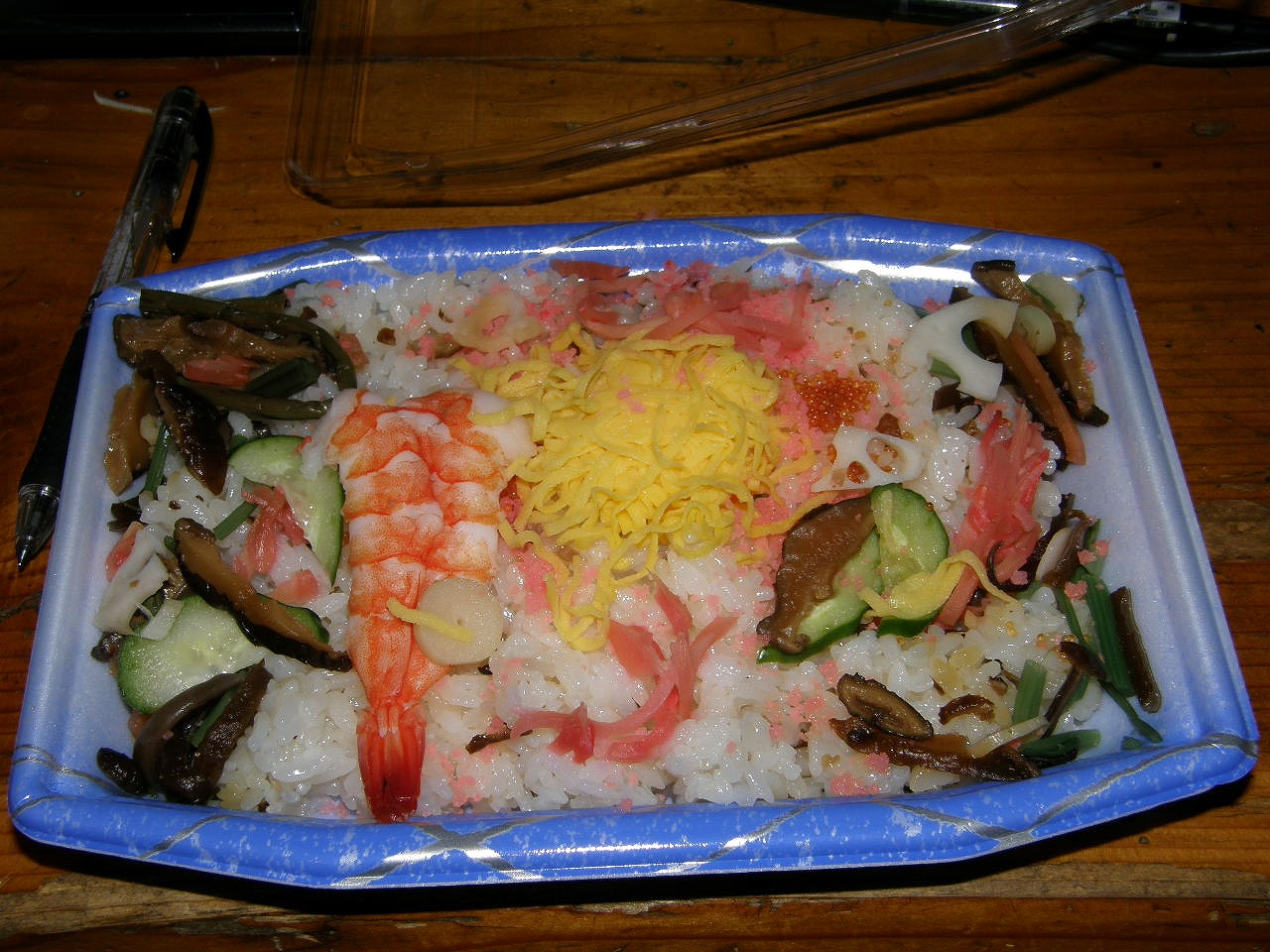
Barazushi
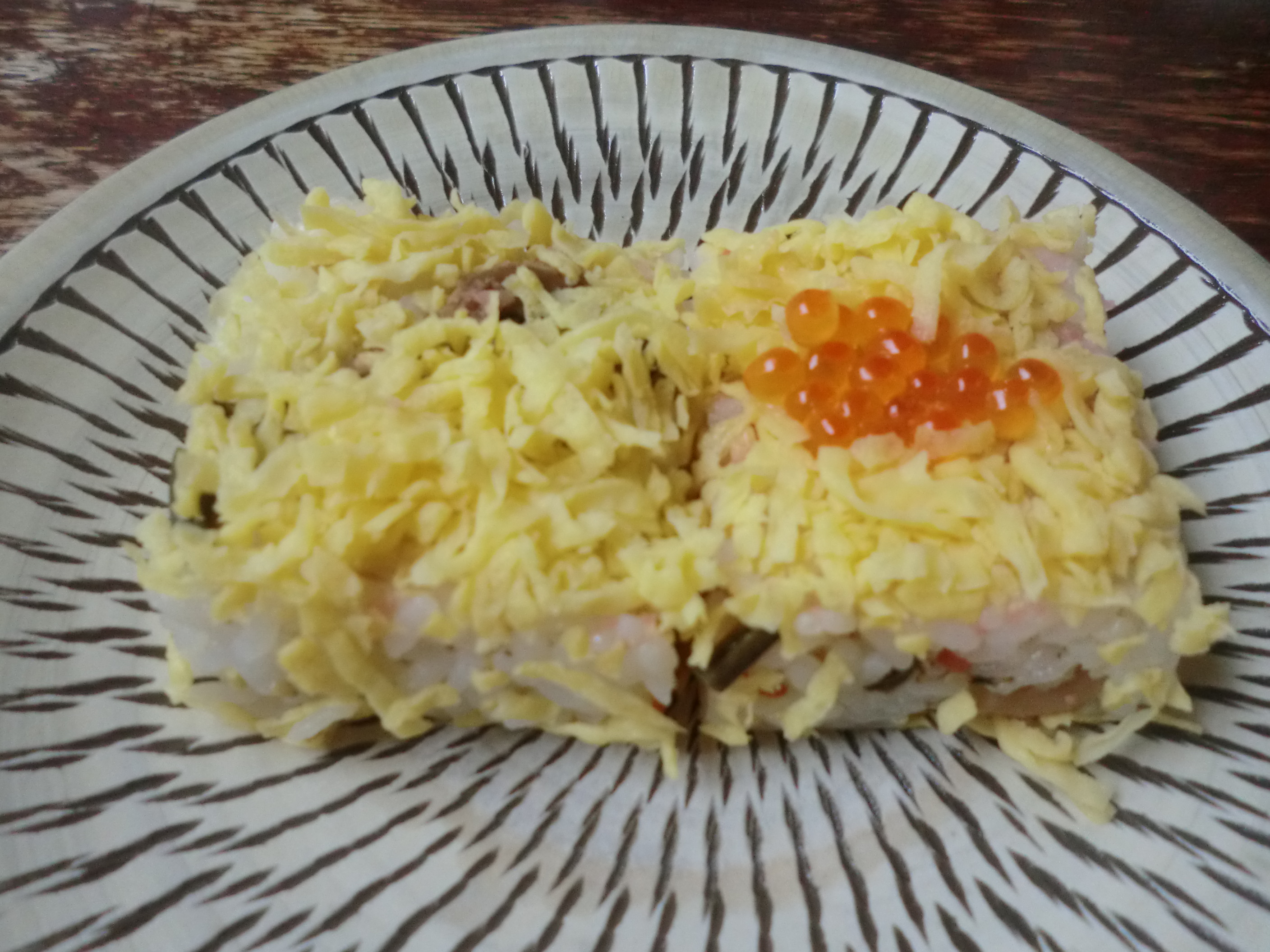
Omurazushi
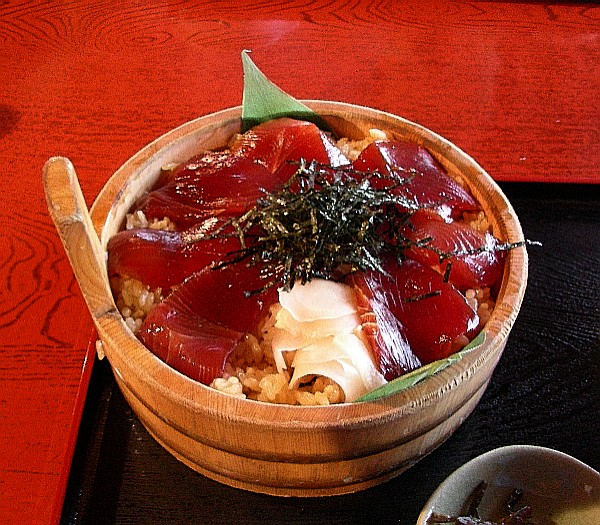
Tekonezushi